# 半獸人

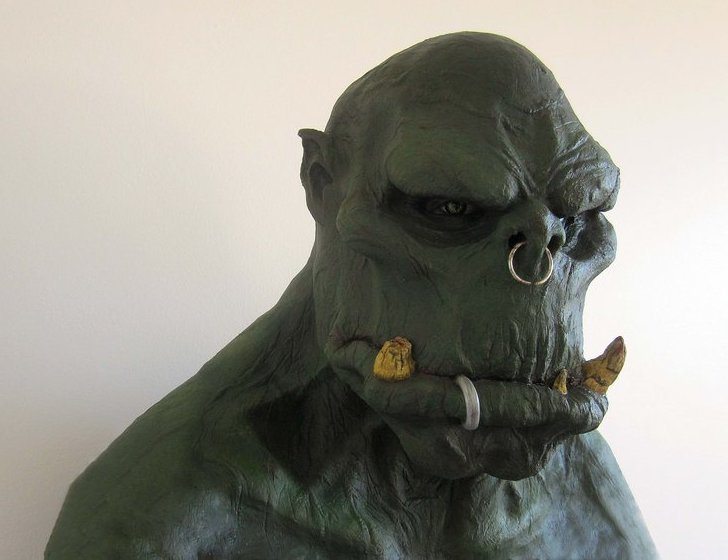
一個半獸人形象的面具

半獸人，有時也譯為獸人，或音譯為奧克、歐克，是奇幻文學作品當中的虛構生物或種族。

## 命名和翻譯

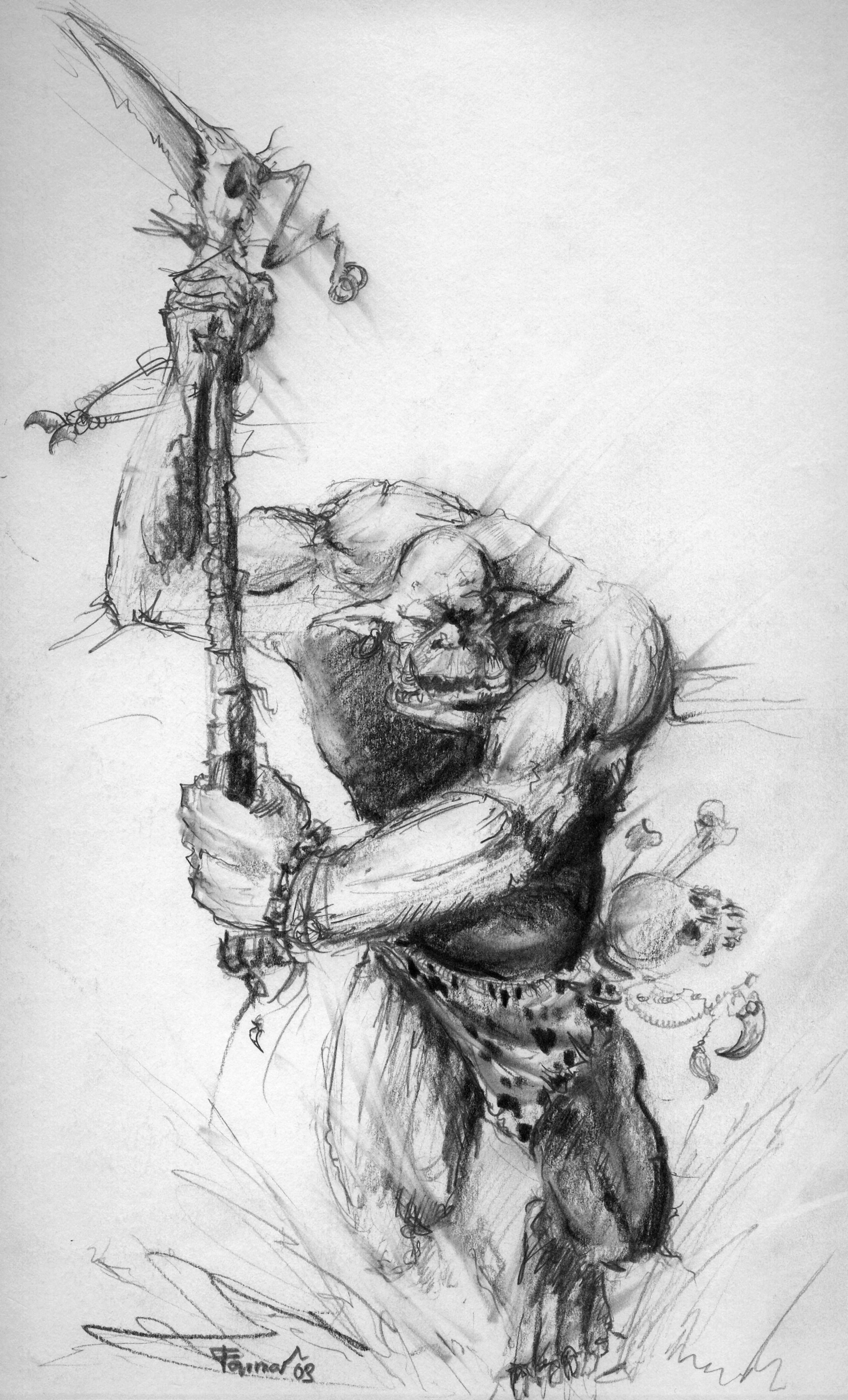
半獸人的其中一種漫畫形象

关于Orc一词的来源，有说法是Orc/Ork（半獸人）由拉丁文Orcus——一位神祇的稱號「陰間之王」普路同（Pluto）轉變而來；Pluto在之後被直接用以稱呼陰間。後來，在德文中此字以去掉原本拉丁文字尾的形態出現，成為較接近Orc的字型。
在史詩《貝奧武夫》章节ll: 112，不死的格兰戴尔的种族被称为Orc-néas，可能有“Orcus的尸体”之意。“Orcus”在罗马神话中是布鲁图（相當於希臘神話的哈底斯）或狄斯帕特（冥界之父）以外的另一个名称，代表阴间之神。這个被稱為Orcus的種族似乎是死後被神為懲處惡人而烙印上邪惡與懲罰印子的種族，如同Hades（在这一层含义上还包括挪威神话Hel）。Orcus同時也可以表示衰敗荒廢的土地。
在英漢辭典的解釋，orc在英文詞彙中長期被當作是一種海怪或妖魔的名字，但《魔戒》作者托尔金明确表示作品中orc与之无关。托尔金借用了这个词的外壳，但赋予了它新的意义（在中土世界，这个词与精灵语表示“恐怖、可怕”的词同源），我们熟悉的半兽人的形象正是从托尔金的中土世界开始建立的。
半獸人有時也被稱為獸人。在一方面，這是由於他們的外型會讓人聯想到野獸、野蠻的性格；而另一方面，由於Orc能夠與人類通婚誕下「Half-Orc」，為免「Half-Orc」被譯為不倫不類的「四分一獸人」，所以有些版本「Orc」譯作「獸人」，而「Half-Orc」則譯作「半獸人」；或直譯Orc為奧克，「Half-Orc」則為半奧克。要注意在此與其他作品中獸化成人的獸人不相同。
托爾金對此的個人看法是：
「這種生物當時在通用語中的稱呼；根據原則，應該譯為英語或相應的譯入語言。在《哈比人》中，除一處之外，它都被譯為 goblin——“哥布林”；不過這個翻譯，包括筆者所知的其他歐洲語言中的相應名稱在內，其實都不十分準確。《魔戒》和《精靈寶鑽》中的 orc，固然包含了 goblin 的一些傳統特徵，但二者不管是在起源、作用，還是與精靈的關係等方面，都不能混為一談。無論如何，對筆者來說用 orc 這個發音稱呼這種生物十分合適，所以應當保留不譯。
這個稱呼譯入日耳曼語族時，應該拼成 ork（如荷蘭語譯本），但 orc 已經被筆者自己廣泛使用，在英語版本里作修改也不太現實，不過它的形容詞形式 orkish 還是拼對了。該詞在灰精靈語中為 orch, 複數則是 yrch.
筆者起初是借用了古英語中的 orc（見《貝奧武夫》112行 orc-neas 及其訓詁 orc = þyrs “食人魔”，heldeofol “地獄惡魔”）. 它和現代英語中的 orc 或 ork 應該並無聯繫，後者用於稱呼海豚科的各種海獸。」——J.R.R. 托爾金《〈魔戒〉命名法》

## 經典的半獸人

### 威廉·布莱克的作品
“半兽人”在威廉·布莱克的神秘故事中亦占有一席之地。虽然中世纪传说的海怪和托尔金笔下的半兽人凶残而缺少人性，但威廉·布莱克却将半兽人塑造成了一群具备活力与能量的善良种族。Orc是“Cor”（心灵）的字母重组。

### 托爾金的作品
Orc也出現在托爾金（J. R. R. Tolkien）所創造的架空世界“中土大陸”中發生的故事——《魔戒》裡，托尔金在他的世界里重新设定了这个词的来源——与精灵语用于相同对象的orch（辛达林语）, urco（昆雅语）同源。大概是西方通用语中对这种生物的称呼。托尔金把哥布林（Goblin）当做这个词的英文翻译。
托尔金笔下的半兽人是一个长相似人的种族。托尔金原著中的半兽人首字母常用大写，但这非一定的写法。托尔金将半兽人描述为一个比人矮小、丑陋而性情凶残的种族。虽然它们并不愚蠢，但卻经常被認為是野蛮、原始；不知礼节、只知毁灭的生物。它们行动迟缓但擅长战斗，甚至能如昆蟲一樣徒手攀上岩牆石柱跟天花板，在托尔金的一些作品中，它们被描述成了纯粹的战争机器。
另外，在魔戒的設定中，Orc應該是由天魔王米爾寇改造精靈族而來，但是米爾寇造不出任何美好事物，Orc容貌醜陋、性格凶暴、壽命短、畏懼日光（但仍可在白晝活動），對製造武器特別感興趣。另外Orc體型迥異，也有少數較人類高大者，有一說，他們也混進了食人妖的血統。
根据《中洲历史》第十卷《魔苟斯之戒》记载，埃尔达相信魔苟斯通过早期俘获人类及精灵（也就是在人类与精灵刚出现时）来繁殖奥克。所有这些落入魔苟斯之手的昆迪（精灵），在乌塔莫被攻破之前，被关在那儿的牢房里，被以残忍而邪恶的手段所腐化和奴役。就这样，出于对埃尔达的嫉妒与嘲讽，魔苟斯繁殖出了可怕的种族：奥克。它们后来成为了埃尔达最大的敌人。奥克有生命，也按照伊路维塔孩子的方式繁殖；而它们的生命，以及外表的形貌，都是魔苟斯自他对埃努的大乐章的反叛行为之后就无法再创造的：智者们都这么说。这里存在一个问题，也是托尔金在《中洲历史》中存在矛盾的辨证所在，即奥克若来源于精灵的堕落，那么按照《精灵宝钻》的记载，精灵的灵魂是不朽的，那么奥克是否也具备不朽的灵魂。答案可能是否定的，因为一如不会让如此堕落的生物到达阿门洲，更不可能给予永恒的生命。但假设奥克是其他异同物种杂交而成，那么按照自然科学是不可能拥有繁殖能力，例如中亵渎者阿索格有自己的亲生儿子等。所以，任何伟大的故事都有它的神秘之处，中洲的故事便是如此。
在《魔戒》系列中，半兽人是索伦和萨鲁曼等邪恶势力的爪牙，常为他们作战。
在《哈比人历险记》中，托尔金使用哥布林（goblin）一词代表半兽人。半兽人一词仅出现在甘道夫描述灰色山脉时。而在《魔戒》系列中，半兽人（Orc）一词被大量使用，而哥布林一词则主要由哈比人使用。
在托尔金撰写《哈比人历险记》前，他似乎决定让中土世界在第二世纪的结束时灭亡，而变为史前的现实世界。
此外，托尔金说：“半兽人一词来自古英语的orc（一种恶魔），但只是引用了它的读法。” 托尔金在他的世界里重新设定了这个词的背景：“Orc并不是英语的词汇，这个词出现过几次，但一般都翻译成Goblin（大型的种类则用Hobgoblin），orc是当时的Hobbits给这种生物的名字，这个词和我们用于海豚一样的哺乳动物的orc, ork没有任何联系”。可以推测，orc可能是共同语的单词。而且这个词可能与精灵语的同义词orch, urco等有联系。
另有一种说法是托尔金用他最反感的球队——牛津橄榄球队（Oxford Rugby Club）的首字母缩写发明了这个词。

## 其它著名作品
當托爾金所寫的魔戒出版之後，半獸人成了奇幻文學和角色扮演遊戲中必然會出現的種族。在這些小說以及遊戲當下，半獸人和哥布林常常被想像成是與哥布林近似且同盟的種族。他們常常會被描述成有著豬鼻子外表的生物，即使在托爾金的作品裡並沒有這樣子的描述。而這可能是因為在愛爾蘭，Orc這個字有著「豬」的意思的關係。
对于兽人“猪鼻子”的描述可见于Ludovico Ariosto的史诗Orlando Furioso。

### 龍與地下城
龍與地下城（D&D）將「Orc」翻譯為獸人，某些因戰爭、愛情而與人類結合產生的「Half-Orc」則譯作半獸人。在設定中，獸人是邪惡勢力的士兵，而且會聯合其他類人型邪惡生物聚集成黑暗部落，並給附近居民帶來毀滅和屠殺。他們雖然類似邪惡且醜陋的人類，但是極端愚蠢且不善思考。
獸人（Orc）在D&D規則中屬於怪物，半獸人（Half-Orc）則屬於玩家可扮演的智慧種族，雖然在諸種族中半獸人智力偏低，通常只適合扮演野蠻人一類的職業。
大多數桌上角色扮演遊戲的地下城主（遊戲主持人）都會把這種生物作為低等級地城的守衛，其威脅僅僅只比狗頭人稍大。
雖然設定中單個個體非常愚蠢，攔路的獸人則常常更有思考能力；獸人在這方面跟人類更相似。他們有自己的社會，而與他們作戰的人類常常錯誤的理解或根本無視這一點。由於大多數英雄都會取他們的命，獸人們通常不會停下與攻擊他們的敵人談話，而他們也不會長篇大論的交談，無論是什麼理由。
典型外表設定
高大健壯，全身肌肉，獸人的外形看上去就讓人覺得他們是為了戰爭而生的。獸人站立大約5到6英尺高，但由於平時（尤其是在沖入戰鬥時）垂肩彎腰而使得看起來比較矮。

獸人的膚色介乎於綠色和灰色之間。他們的頭髮通常是粗糙的黑髮，從黑褐到深黑都有。有些獸人會把頭髮剪短，但大多數獸人會把頭髮留得很長，有時還會編成髮辮。有些部落甚至喜歡結長髮辮，上面散發這用鮮血染色留下的腥臭味。獸人的眼睛可以是任何顏色，從灰藍到紫黑。有些的眼睛是深紅的，大多數獸人把這當作強大力量的象徵。許多獸人領袖就是這種眼睛。獸人男性的頭髮可以長到等身長。這些頭髮濃密而雜亂，常常是棕色或黑色。許多老獸人還會留鬚。年輕的獸人則傾向於將鬍鬚刮掉或者拔掉而不是保留。另外，鬍鬚上通常粘著食物、飲料和姆格酒（一種獸人喜歡喝的飲料）。

獸人的耳朵尖尖的，鼻子扁平而且通常向上翻。他們的下唇中通常會露出一對鋒利的獠牙。下顎突出，使得獠牙可以正好從中間突出來，一般獠牙可以長到接觸到獸人的鼻子。這整個外貌使得獸人看起來介於人獸之間。
特殊能力
獸人通常具有夜視能力，因此可在黑夜或地下自由的生活。他們通常在夜間活動，而在白天則選擇躲在文明人類的視線之外他們自己的巢穴中睡覺。就如一些傳聞所說的，他們白天也可以正常行動。但他們一般不會這麼做，因為白天的亮光會灼傷他們的眼睛。獸人在黑暗中視力很好，就跟矮人一樣。他們的黑暗視覺反映出紅色和黑色的影像，就如同其他黑暗視覺看到的黑白景象。這使得許多人認為獸人是色盲，這是對獸人的一種常見誤會。由於以上原因，獸人常常喜歡穿其他種族厭惡的鮮豔顏色。

#### 被遺忘的國度
龍與地下城的戰役模組之一—《被遺忘的國度》中的半獸人信仰独眼格努须，在作品設定中，與被邪神的力量所污染的黑暗精靈、矮人等等種族，一起組織了50萬的部隊，向托瑞爾世界宣戰。因此由於戰爭導致「半獸人」的出現。「半獸人」，是在征戰中被獸人玷污的女人所生下，屬於「一半獸人，一半人類」的人種。他們具有堅韌的生命力，因此可在殘酷的戰爭環境下生存，後來有人發現，雖然他們的外表有如獸人般的可怕，他們卻不像獸人般的殘暴，慢慢的有些人接受了半獸人的存在；也還是有人不認同，把半獸人視作是低下的種族，和當初被捉作俘虜的獸人們，在某些國家中當成奴隸來使用。

### 戰鎚（WarHammer）

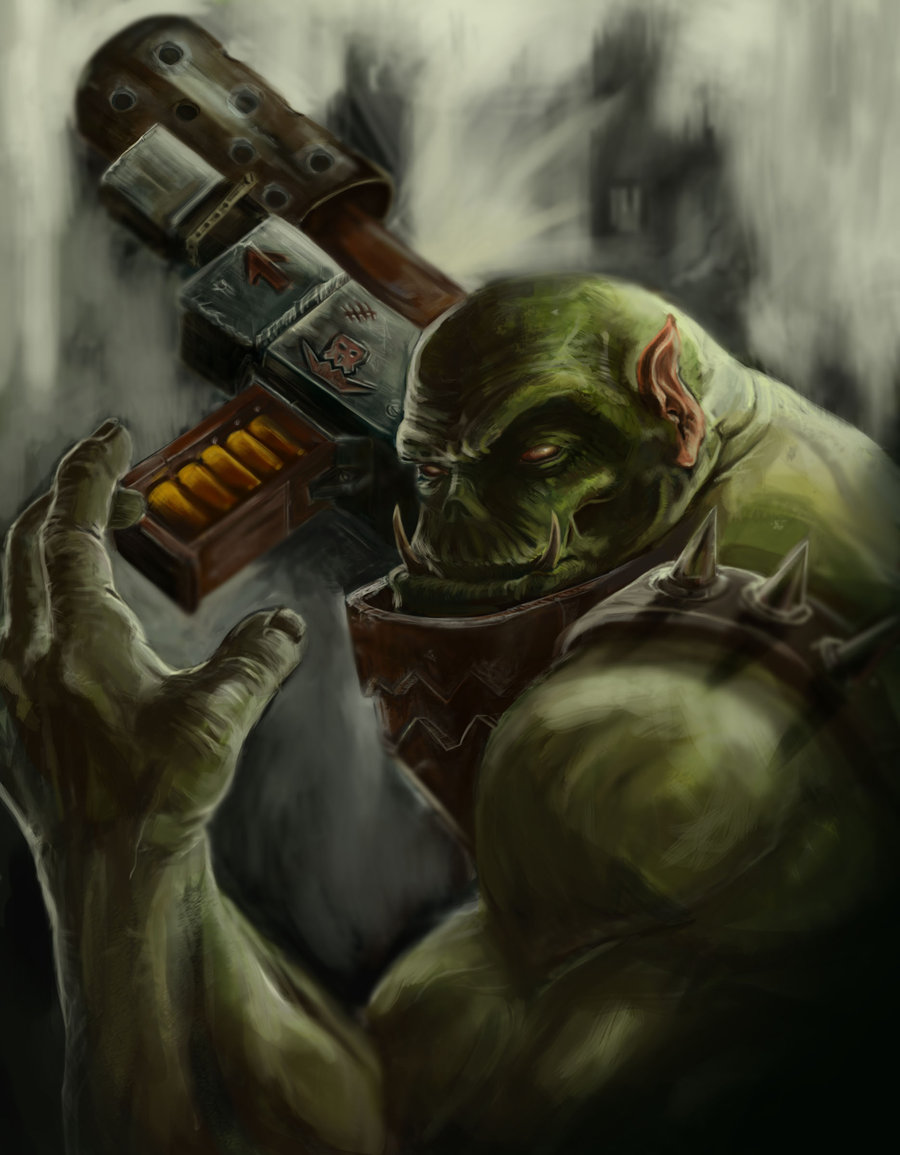
Warhammer 40000 Ork

Games Workshop中的《戰鎚》及《戰鎚40000》遊戲系列加進了半獸人這個種族（戰鎚40,000寫作Orks）。事實上，作品中的半獸人都較人類更高及更大。
在《戰鎚》中，獸人的智力和人類差不多，但是不愛思考。他們的工業主要來自和他們一起生活的屁精（Gretchin/Grotz，类似其他作品中的哥布林），獸人經常會以欺負屁精奴隶為樂。
獸人的身型極之強壯為，菌類構成再生力強，血液有藻類共生，故皮膚為綠色。
獸人以戰爭為樂，生存的唯一意義就是戰鬥，如果沒有敵人，他們就會自相殘殺起來。獸人決定誰是首領的方法就是誰最強，誰就是老大，但即使一個獸人成為了首領，還是會不停被其他獸人挑戰（但通常他們都不介意有人來挑戰），因此首領對於獸人來說，只是和外族交戰時的一個指揮而已。
在戰鎚中，沒有女獸人，獸人繁殖的方法和地衣很像，為孢子繁殖，獸人身上的孢子，身體部份在掉在地上後不久就會「長」成一個新的獸人，因此要消滅一個地區的獸人被認為是非常困難。
另外，在戰鎚40,000中文版中，獸人被譯成「歐克蠻人」。

### 天堂系列（Lineage）
天堂一的半獸人中文翻譯為「妖魔」，在遊戲中多為怪物（Mobs），少數為友善的非玩家角色NPC。
天堂二則為高智能的支配階級榮耀獸人，為殷海薩利用帕格立歐的火之靈魂創造出的種族，力量強大，在巨人時期負責戰鬥。遊戲中為可被玩家操縱的角色，尚有其他其他部族的低階獸人（NPC），為野蠻且粗野的種族。

### 仙境傳說（Ragnarok Online）
仙境傳說當中，Orc翻譯為獸人，吉芬區域及東邊獸人村就有各種獸人，包含獸人戰士長等等非玩家角色。

### 魔獸爭霸系列
魔獸爭霸

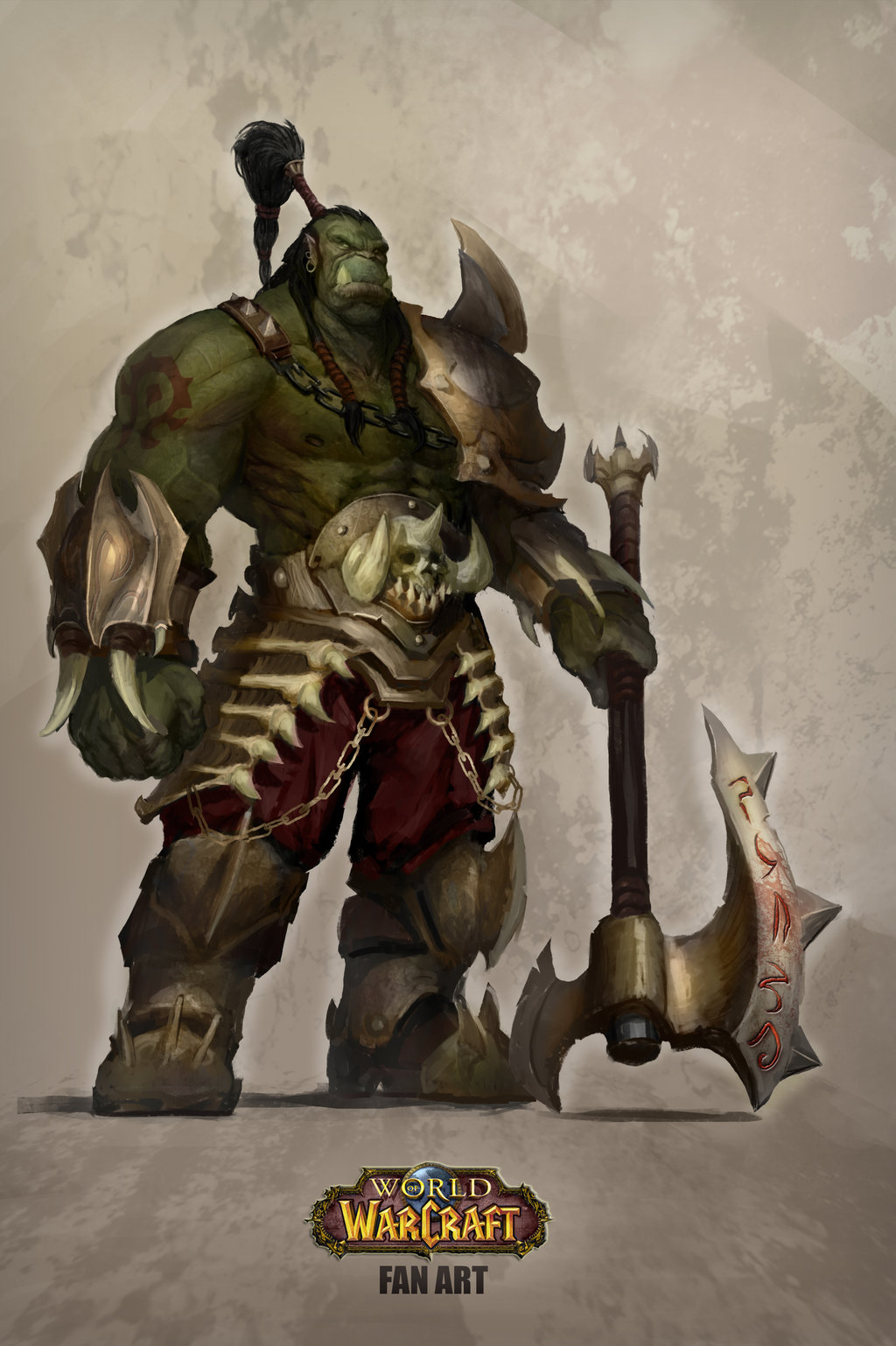
來自魔獸爭霸的Orc Grunt。

在暴雪的電腦遊戲魔獸爭霸系列中，Orcs翻譯為獸人，是設定為從異世界侵入的種族，他們往往被認為是粗野而愚笨的，對別的種族不會抱有任何仁慈或者什麼別的感情，劇情從獸人被黑暗之門招換至魔獸爭霸故事發生的世界艾澤拉斯（Azeroth）大陸開始。
經過了兩場毀滅性的人獸大戰後，獸人們終於在艾澤拉斯被打敗了，並被集中關在拘留營中，在這之後，一名被人類扶養長大的年輕獸人索爾（Thrall），重新集結他們，最後終於將那些獸人們從惡魔的腐敗感染之中獲得了解放，并且帮助他们找回了对古代巫覡宗敎的信仰。
典型外表設定
魔兽争霸中的兽人看上去就像长著健硕的绿色肌肉，有着宽大的鼻子的人类，而且明显地露出他们口中的獠牙。男性兽人明显比男性人类要高大，他们直立时一般约有6英尺半那么高（将近2米）。 女性兽人比一般的女性人类要稍大，而且她们比起男性兽人要苗条得多，但尽管如此，她们却一样有着兽人标志性的强壮肌肉。 女性兽人们的獠牙很小，几近看不见，比起獠牙来，实质上它们更像是大号的尖牙。男女兽人们被设定成拿着斧頭，穿着简易的盔甲，戴着有角头盔的样子。兽人只在极少数的游戏中才不是一出生便注定邪恶的种族，魔兽争霸就其中之一。事实上，在魔兽争霸里兽人甚至能够成为英雄角色(能力較為出眾)，例如：萨尔、杜隆坦、奥格瑞姆·毁灭之锤、格罗姆·地狱咆哮、布洛克斯等等。
魔獸世界
魔兽世界為魔獸爭霸衍生大型線上角色扮演遊戲作品，其精神領袖仍為大酋长索爾。但於浩劫與重生版本中，萨爾為了修補死亡之翼所造成艾澤拉斯大陸的崩裂，使得元素的不穩定，便把大酋長職務暫交於戰歌氏族酋長葛羅‧地獄吼之子卡爾洛斯‧地獄吼代替。與前作設定稍有不同，獸人是一種尚武的種族。此作交待了它們來自於德拉諾星球，但後來受到一群稱作燃燒軍團（Burning Legion）的惡魔勢力給腐化。在惡魔軍團的影響下，獸人部落開始屠殺同樣居住在德拉諾星球的另一族群德萊尼。其實獸人来自于遥远的德拉诺大陆（外域），並曾經在德拉諾建立過一個高貴的巫覡宗敎社會。遺憾的是，光榮的獸人部落被燃燒軍團所利用，他們變得墮落並成為燃燒軍團的侵略工具，先是滅絕了德拉諾世界的德淶尼，後來更通過一個被稱為黑暗之門的傳送門來到了而来到艾泽拉斯並與暴風城王國人類展開一場大戰。
典型外表設定
此作中獸人的外表更為多樣化，按肤色大致分為绿皮肤、棕皮肤和红皮肤，最原始的獸人膚色是棕色的，受到惡魔力量影響的獸人皮膚是綠色的(不論是間接或直接接觸惡魔的力量，而且影響會遺傳給下一代)，至於红皮肤的兽人都是受到燃燒軍團污染並服從於燃燒軍團的兽人。兽人的氏族非常之多，有霜狼氏族、龙喉氏族、黑石氏族、血之谷氏族、战歌氏族、黑牙獰笑氏族、影月氏族、雷霆王氏族、暴掠者氏族、暮光之錘氏族、破碎之手氏族、噬骨者氏族、獰笑骷髏氏族等等。兽人大多肌肉发达且好战，但并不愚蠢。因為兽人族可以选择成为萨满/巫覡或者术士等高超智力的职业，而酋长索爾甚至在幼年曾被人類所扶養，並被教導戰術與格鬥技巧。在年輕的酋長索爾的領導下，一部分兽人们摆脱了恶魔的控制，重新找回古老的巫覡宗敎教義和祖先的传统信仰。

### 龍族（Dragon Raja）
在韓國作家李榮道筆下龍族小說世界觀下，八種族的其中一個種族，與人類種族最為近似。其信仰是華倫查（半獸人與復仇之神）。半獸人初期受神龍王統治， 最後因大法師亨德列克幫助下，從大迷宮逃離。其特徵是在對話中加上“吱”字。

## 漫畫作品中的引用
山田章博《東方眩暈錄》（EAST of EAST）譯為極餓（オーガ） 。

## 電影
- 《魔獸：崛起》

## 外部連結
- Words at Random:The Maven's word of the day（页面存档备份，存于） Orc
- 魔獸世界智凡迪種族介紹（页面存档备份，存于）